# Димов, Геннадий Иванович
Генна́дий Ива́нович Ди́мов (1927—2016) — советский и российский физик, член-корреспондент АН СССР (1981, с 1991 — членкор РАН). Кавалер ордена Трудового Красного Знамени (1987).
Автор трудов по теории и технике ускорителей заряженных частиц, удержанию высокотемпературной плазмы, источникам положительных и отрицательных ионов водорода и управляемому термоядерному синтезу. Разработчик методов инжекции протонов в кольцевые ускорители и накопители, сильноточных поверхностно-плазменных источников ионов и атомов, амбиполярных ловушек для удержания плазмы, плазменных мишеней для превращения пучков отрицательных ионов водорода в атомарные пучки.

## Биография
Родился 27 декабря 1927 года в селе Кудара Байкало-Кударинского района Бурят-Монгольской АССР (сейчас в Кабанском районе Бурятии).
Начавшаяся война вынудила его, как и многих других подростков в СССР в то время, прервать учёбу и пойти работать. Завершить обучение в школе ему удалось уже после войны, затем он поступил на физико-технический факультет Томского политехнического института (ФТФ ТПИ). По окончании вуза (1951) был зачислен в аспирантуру ТПИ, а в 1954 году защитил кандидатскую диссертацию.
В период с 1952 по 1960 годы работал младшим, старшим научным сотрудником, заведующим лабораторией (с 1954), руководителем сектора в Научно-исследовательском институте ядерной физики, электроники и автоматики при ТПИ, одновременно преподавал курс ядерной физики в ТПИ.
В 1960 году перешёл в тогда только что организованный в Новосибирском Академгородке Институт ядерной физики (ИЯФ) СО АН СССР. С этим институтом была связана вся его дальнейшая научная биография как исследователя. В 1969 году в ИЯФ ему была присуждена учёная степень доктора физико-математических наук (диссертация защищена в 1968 г.). Занимал должности старшего научного сотрудника, начальника сектора, заведующего лабораторией и главного научного сотрудника (с 1998 года). Параллельно с научной работой в ИЯФ, с 1960 года преподавал на кафедре общей физики Новосибирского государственного университета (НГУ), с 1970 года — в должности профессора (профессорское звание получил в 1972 г.), в 1972—1985 годы возглавлял кафедру общей физики НГУ.
29 декабря 1981 года был избран членом-корреспондентом АН СССР по Отделению общей физики и астрономии, после распада СССР в 1991 году автоматически стал членом-корреспондентом РАН. С 2011 года являлся советником РАН.

Могила Димова

Похоронен на Южном кладбище Новосибирска. 

### Личная жизнь
Был женат. Дочь — математик Галина Лазарева (род. 1971).

## Научная деятельность
Основные направления исследований Г. И. Димова — управляемый термоядерный синтез, физика и техника ускорения заряженных частиц.

### Удержание плазмы
Автор новой схемы удержания плазмы в открытых термоядерных системах — амбиполярной ловушки. Разработал концепцию более простой, без поперечных неоклассических потерь, осесимметричной амбиполярной ловушки, на основе которой в ИЯФ СО РАН сооружена экспериментальная установка. На пробочной ловушке установил новые результаты по физике создания высокотемпературной плазмы, в том числе экспериментально нашёл способ получения горячей мишенной плазмы из источника низкотемпературной плазмы.

### Атомарные пучки
В области атомарных пучков для управляемого термоядерного синтеза при его определяющем участии освоены квазистационарные инжекторы атомных пучков мощностью до 1,5 МВт для получения высокотемпературной плазмы и ряд прецизионных атомарных инжекторов для её диагностики. Создал физические основы образования мощных пучков изотопов водорода высокой энергии для поддержания и нагрева плазмы в термоядерных реакторах, в том числе выделил поверхностно-плазменный метод получения многоамперных пучков отрицательных ионов водорода с высокой плотностью тока, предложил плазменную мишень для конверсии ускоренных отрицательных ионов в атомы с высокой эффективностью.

### Ускорители
В области электронных ускорителей в НИИ ядерной физики, электроники и автоматики при ТПИ руководил разработкой и сооружением синхротрона Сириус на энергию до 1,5 ГэВ. В области протонных ускорителей экспериментально разработал перезарядный метод инжекции, позволяющий облегчить получение предельных токов ускоренных протонов, особенно поляризованных, и применяемый в настоящее время во многих лабораториях мира. Получил на ускорительной дорожке компенсированный электронами протонный пучок с интенсивностью, на порядок превышающей обычный предел по пространственному заряду. Разработал ионные источники различных типов для ускорителей.

### Участие в оргработе
Состоял в ряде научных советов РАН и СО РАН и редколлегиях научных журналов.

## Награды
Деятельность Г. И. Димова в мирное и военное время была отмечена рядом наград:
- Орден «Знак Почёта» (1975)
- Орден Трудового Красного Знамени (1987)
- Медаль «За доблестный труд в Великой Отечественной войне 1941—1945 гг.» (1995)
- Медаль «В ознаменование 100-летия со дня рождения В. И. Ленина» (1970)
- Медаль «Ветеран труда» (1987)
- Юбилейная медаль «50 лет Победы в Великой Отечественной войне 1941—1945 гг.» (1995)
- Юбилейная медаль «60 лет Победы в Великой Отечественной войне 1941—1945 гг.» (2005)

## Основные публикации
по 1970 год
1. Димов Г. И. Бетатрон с прямолинейными участками // Известия ВУЗов – Физика. — 1, 1957. — С.  62-71.
2. Будкер Г. И., Димов Г. И. Перезарядная инжекция протонов в кольцевые ускорители // Proc. Intern.Conf. on High Energy Accelerators (Dubna. 1963. Moscow: ATOMIZDAT), 1964. — С. 993-996.
3. Будкер Г. И., Димов Г. И. и др. Эксперименты по перезарядной инжекции протонов в накопители //  Атомная энергия. —  19. 1965. — С. 507-510.
4. Воробьёв А. А., Власов А. Г., Визирь В. А., Габрусенко И. А., Дворецкий М. Н., Димов Г. И. и др.  Электронный синхротрон на 1,5 Гэв Томского политехнического института // Атомная энергия. —  21. 1966. — С.  435-438.
5. Будкер Г. И., Димов Г. И., Дудников В. Г. Эксперименты по получению интенсивного протонного пучка методом перезарядной инжекции // Атомная энергия. —  22. 1966. — С. 348-356.
6. Димов Г. И., Кононенко Ю. Г., Савченко О. Я., Шамовский В. Г. Получение интенсивных пучков ионов водорода //  ЖТФ. —  38, 1968. — С. 997-1004.
7. Димов Г. И.  Водородная струя в вакууме из сверхзвукового сопла //  ЖТФ. —  39. 1969. — С. 681-688.

1971—1990 годы
1. Димов Г. И., Савкин В. Я. Формирование тонких газовых струй в вакууме //  ЖТФ. —  44. 1974. — С. 1200-1205.
2. Димов Г. И., Росляков Г. В. Инжектор отрицательных ионов водорода с током 20 мА //  ПТЭ. —   2. 1974. — С. 33-35.
3. Dimov G. I. Surface-plasma hydrogen negative ion sources //  2th Symposium on Ion Sources and Formation of Ion Beams (Berkeley. 1974. LBL-3399), Invited report VIII-1. 1974.
4. Dimov G. I., Roslyakov G. V. Convertion of a beam of negative hydrogen ions to atomic hydrogen in a plasma target at energies between 0.5 and 1 Mev //  Nucl.Fusion. —  15, 1975. — P. 551-553.
5. Димов Г. И., Росляков Г. В., Савкин В. Я. Диагностический инжектор атомов водорода  // ПТЭ. . —  4. 1977. — С. 29-32.
6. Dimov G. I., Derevyankin G. E., Dudnikov V. G. A 100-mA negative hydrogen-ion source for accelerators //  IEEE Transactions on Nuclear Science. — NS-24. 1977. — P. 1545-1547.
7. Димов Г. И., Иванов А. А., Росляков Г. В. Исследование водородной плазменной мишени  // Физика плазмы. — 6. 1980. — С. 933-942.
8. Давыденко В. И., Димов Г. И., Росляков Г. В. Получение прецизионных ионных и атомных пучков высокой интенсивности // Доклады АН СССР. — 271. 1983. — С. 1380-1383. [Soviet Physics–Doklady. — 28. 1983. — P. 685-687]
9. Dimov G. I., Chupriyanov V. E. Compensated proton-beam production in an accelerating ring at a current above the space-charge limit //  Particle Accelerators. — 14. 1984. — P. 155-184.
10. Бельченко Ю. И., Димов Г. И. Импульсный многоамперный источник отрицательных ионов водорода // ВАНТ серия: Термоядерный синтез. —  1 (14). 1984. — С. 42-47.
11. Димов Г. И., Росляков Г. В. Развитие атомарных инжекторов для нагрева и диагностики плазмы  // ВАНТ серия: Термоядерный синтез. —  3 (16). 1984. — С. 3-15.
12. Димов Г. И. Эксперимент АМБАЛ-Ю  // ВАНТ серия: Термоядерный синтез. —  3. 1988. — С. 13-23.
13. Dimov G. I., Morozov I. I. 50-A ion source IK-50 for AMBAL-M device  // Rev. Sci. Instrum. — 61. 1990. — P. 401-402.

1991—2015 годы
1. Bel’chenko Yu. I., Dimov G. I., Kupriyanov A. S. Multiampere negative ion source development at Novosibirsk //  Rev. Sci. Instrum. — 67. 1996. — P. 1108-1113.
2. Ахметов Т. Д., Белкин В. С., Бендер Е. Д., Давыденко В. И., Димов Г. И. и др.  Создание горячей стартовой плазмы в концевой системе АМБАЛ-М // Физика плазмы. — 23. 1996. — С. 988-1001.  [Production of a hot initial plasma in the end system of the AMBAL-M divice //  Plasma Physics Reports. — 23. 1996. — P. 911-923]
3. Dimov G. I. Use of hydrogen negative ions in particle accelerators //  Rev. Sci. Instrum. — 67. 1996. — P. 3393-3404.
4. Димов Г. И. Амбиполярная ловушка: экспериментальные результаты, проблемы и перспективы // Физика плазмы. — 23. 1997. — С. 883-908.  [Ambipolar traps: experimental results, problems, and prospects //  Plasma Physics Reports. — 23. 1997. — P. 813-836]
5. Akhmetov T. D., Belkin V. S., Bender E. A., Davydenko V. I., Dimov G. I.  et al.   AMBAL-M status //  Transactions of Fusion Technology. — 35. — 1T. 1999. — P. 94-98.
6. Dimov G. I. Reactor's perspective of tandem mirrors // Transactions of Fusion Technology. — 35. — 1T. 1999. — P. 10-19.
7. Akhmetov T. D., Belkin V. S., Bespamyatnov I. O., Davydenko V. I., Dimov G. I. et al.   Experiments with dense plasma in the central solenoid of the AMBAL-M // Transactions of Fusion Science and Technology 43, No.1T, 2003. — P. 58-62.
8. Димов Г. И. Амбиполярная ловушка // УФН. — 175. 2005. — С. 1185-1206.  [Ambipolar trap // Physics–Uspekhi. — 48. 2005. — P. 1129-1149] http://www.mathnet.ru/links/8b1681168ff2e665430e8f2d29e63b23/ufn244.pdf
9. Dimov G. I. Feasible scenario of starup and burnup of fusion plasma in ambipolar D-T reactor // Fusion science and technology. — 59. — 1T. 2011. — P.208-210.
10. Dimov G. I., Emelev I.S. Multicusp trap with circular geometry for confinement of low-temperature plasma // Fusion science and technology. — 59. —1T. 2011. — P.211-213.
11. Dimov G. I., Emelev I.S.  Experiments to study the confinement of a target plasma in a magnetic trap with inverse plugs and circular multipole walls // Technical physics. — 59. —2. 2014. — P.181-189.
12. Берендеев Е.А., Димов Г. И., Иванов А. В., Лазарева Г. Г., Федорук М. П. Моделирование низкотемпературной многокомпонентной плазмы в ловушке-мишени // Доклады Академии Наук. — 460. — 5. 2015. — С. 1–3.